# Léon Louyet
Léon Louyet (Loos-en-Gohelle, 7 juli 1906 - Charleroi, 19 maart 1973)  was een Belgisch wielrenner. Hij was beroepsrenner van 1931 tot 1939. In 1931 won hij het Belgisch kampioenschap wielrennen voor onafhankelijken en de "Ronde van België" voor onafhankelijken. Het jaar erop won Louyet het eindklassement van de Ronde van België. Tijdens de Ronde van Frankrijk 1933 won Louyet de etappes in Évian-les-Bains en Luchon.

## Resultaten in voornaamste wedstrijden
| Jaar | Ronde van Italië | Ronde van Frankrijk | Ronde van Spanje |
| ---- | ---------------- | ------------------- | ---------------- |
| 1932 |                  |                     |                  |
| 1933 |                  | 32e (2)             |                  |
| 1934 |                  |                     |                  |
| 1935 |                  |                     | opgave           |
| 1936 |                  |                     |                  |
| 1937 |                  |                     |                  |
| 1938 |                  |                     |                  |
| 1939 |                  |                     |                  |

| Jaar | Milaan-San Remo | Ronde van Vlaanderen | Parijs-Roubaix | Luik-Bast.‑Luik | Parijs-Brussel |
| ---- | --------------- | -------------------- | -------------- | --------------- | -------------- |
| 1932 |                 | 21e                  | 62e            |                 | 36e            |
| 1933 |                 | 6e                   | 38e            |                 |                |
| 1934 |                 |                      | 34e            |                 | 31e            |
| 1935 | 26e             |                      | 18e            |                 |                |
| 1936 |                 |                      | 23e            |                 | 5e             |
| 1937 |                 |                      |                |                 | 36e            |
| 1938 |                 |                      |                |                 | Brons          |
| 1939 |                 | 17e                  |                | 33e             | 32e            |